# Associação de estudantes
Associação de Estudantes (AE) é uma estrutura representativa dos estudantes de um estabelecimento de ensino. Os seus membros podem ser eleitos por sufrágio de todos os alunos da escola ou por outros métodos de eleição.
As Associações de estudantes são, dependendo da legislação do país ou dos estatutos do estabelecimento de ensino (que podem estabelecer direitos e obrigações adicionais), na maioria constituídas por três órgãos: Direcção, Assembleia Geral e Conselho Fiscal. A eles compete a elaboração do plano de exercícios e tomada de decisões, comunicação com todos os alunos da escola e fiscalização das contas, respectivamente.
Não depende de ser só uma pessoa, mais sim de uma união e conjunção de variadas pessoas. Com essa motivação poderá ser criada uma associação de estudantes que como consta só deverá ir em frente com muito empenho e trabalho. Essa mesma associação pode ter regras ou não, isso deverá ser decidido com os responsáveis. Devem ser responsáveis e trabalhadores.